# Еґба
Еґба́ — субетнічна група у складі йоруба.

## Територія проживання
Еґба живуть компактною групою на заході Нігерії у районі Еґбаленд («країна еґба»). Головним осередком району проживання еґба є місто Абеокута, столиця нігерійського штату Оґун.
Про чисельність еґба судити складно, адже у них загальнойорубська національна свідомість. Люди еґба живуть також у інших містах Нігерії.

## Історія
Походження еґба пов'язане з подіями XIX століття у імперії народа йоруба Ойо. Внаслідок розбрату і міжплемінних сутичок серед йоруба контроль над їх імперією Ойо близько 1830 року встановлюють фулані. Це змусило багатьох йоруба емігрувати далі на південь, де вони стикнулися з дагомейцями. В результаті протистоянь угору взяли йоруба, які заснували у цьому районі велике поселення. Назву місту, щоб відзначити захисну роль у перемозі над дагомейцями гряди скель Олумо, дали Абеокута, що дослівно означає «під скелею».
У складі еґба такі етнографічні групи: аке (ake), ову (owu), океона (okeona), ґбаґура (gbagura) та ібара (ibara), кожна з яких є окремою одиницею, що управляється власним королем, відповідно алаке у аке, олову у ову, аґура у ґбаґура, ошінле у океона і олубара в ібара. У колоніальні часи, від початку до середини XX століття, чиновники Британської імперії задля порозуміння з усіма еґба зробили ставку на правителя аке алаке. Відтоді са́ме король групи аке вважається очільником Еґбаленду.

## Господарство і культура
Традиційні заняття еґба — сільське господарство і торгівля. У релігійному відношенні еґба — прибічники традиційних культів і частково християни.
Докладніше про економіку і культуру дивіться: Йоруба.

## Відомі люди еґба
- Олусегун Обасанджо (Olusegun Obasanjo), президент Нігерії (1999—2007).
- Воле Шоїнка (Wole Soyinka) — відомий нігерійський письменник, єдиний нобелівський лауреат (у галузі літератури за 1986 рік) від Нігерії.
- Сабурі Біобаку (Saburi Biobaku) — нігерійський історик, автор історіографії йоруба.
- Мофолоруншо Ойєбаде Ліпеде (Mofolorunsho Oyebade Lipede) — алаке (правитель) Еґбаленду (1972—2005).